# Angelo Volpini

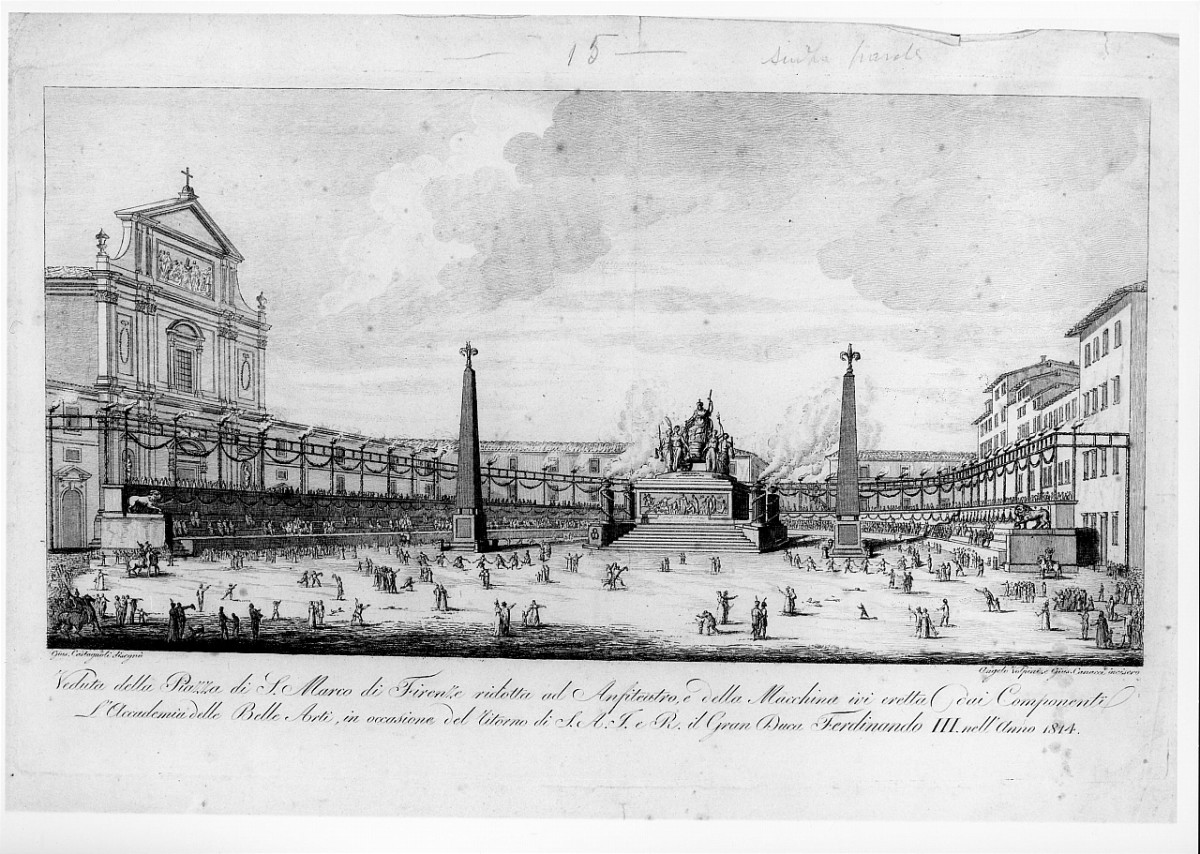
Veduta della Piazza di S. marco di Firenze ridotta ad anfiteatro in occasione del ritorno di (Ferdinando III nell'anno 1814. Giuseppe Castagnoli, disegnatore; Angelo Volpini incisore. (Museo Storico Topografico "Firenze com'era")

Angelo Volpini detto anche Angiolo (fl. XVIII-XIX secolo) è stato un disegnatore e incisore italiano attivo a cavallo tra Sette e Ottocento.

## Biografia
La sua attività di incisore e calcografo a Firenze è attestata tra il 1760 e il 1814, dedicandosi principalmente a soggetti di epoca contemporanea e a illustrazioni per libri.
Su incarico di Luciano Bonaparte nel 1809 riprodusse venticinque dipinti per inciderli in un volume sulla sua Galleria.
Collaborò inoltre con alcune acqueforti all'Atlante del basso ed alto Egitto di Domenico Valeriani (Firenze, 1835).

## Opere
- Battaglia delle Piramidi (1798, su disegno di Vivant Denon)
- Combattimento in cui morì il generale Duplessis alla battaglia di Sediman il mese di ottobre 1799 (su disegno di Vivant Denon)
- Ritorno di Ferdinando III al trono di Toscana (1814, in collaborazione con Giuseppe Carracci e su disegno di Giuseppe Castagnoli)
- Figurini di moda, serie di ventiquattro tavole a colori con costumi di Giovanni Paolo Lasinio (Firenze, Paoli, 1797-98)